# Marinmåleri

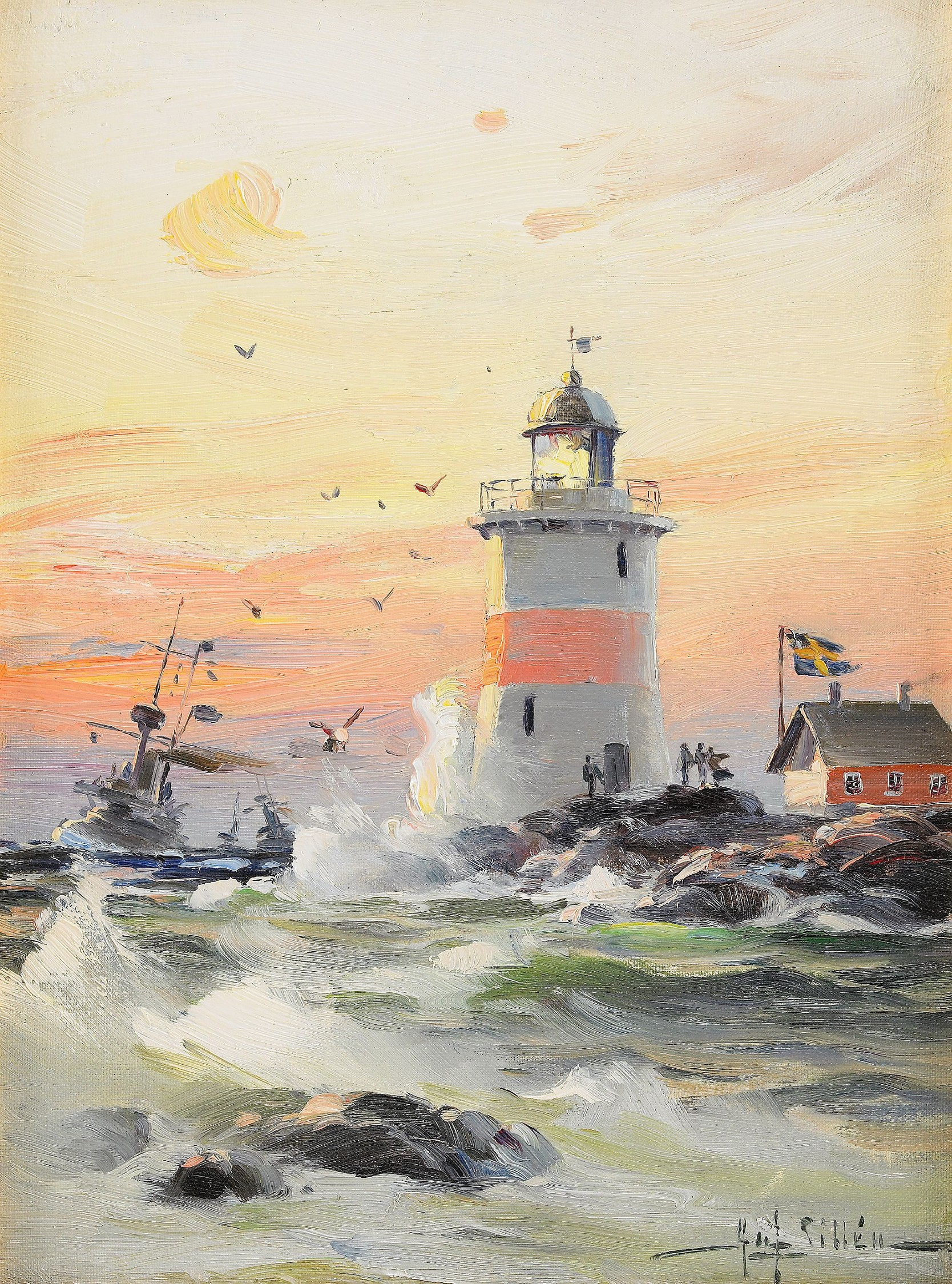
Kustlandskap med fyr, Herman af Sillén.

Marinmåleri, även kallat marinmålning eller sjöstycke, är måleri vars motiv är det öppna havet, vanligen med fartyg.
Marinmåleriet växte framför allt fram i 1600-talets Nederländerna, med Aelbert Cuyp och Jan van Goyen som framstående utövare.
Exempel på svenska klassiska marinmålare är Marcus Larson (1825-1864), Jacob Hägg (1839-1931) och Herman af Sillén (1857-1908). Senare svenska marinmålare är till exempel Gösta Werner, Gustav Rudberg, Björn Lindroth, Tore Palm och Stig Fyring.